# دانته آمارال

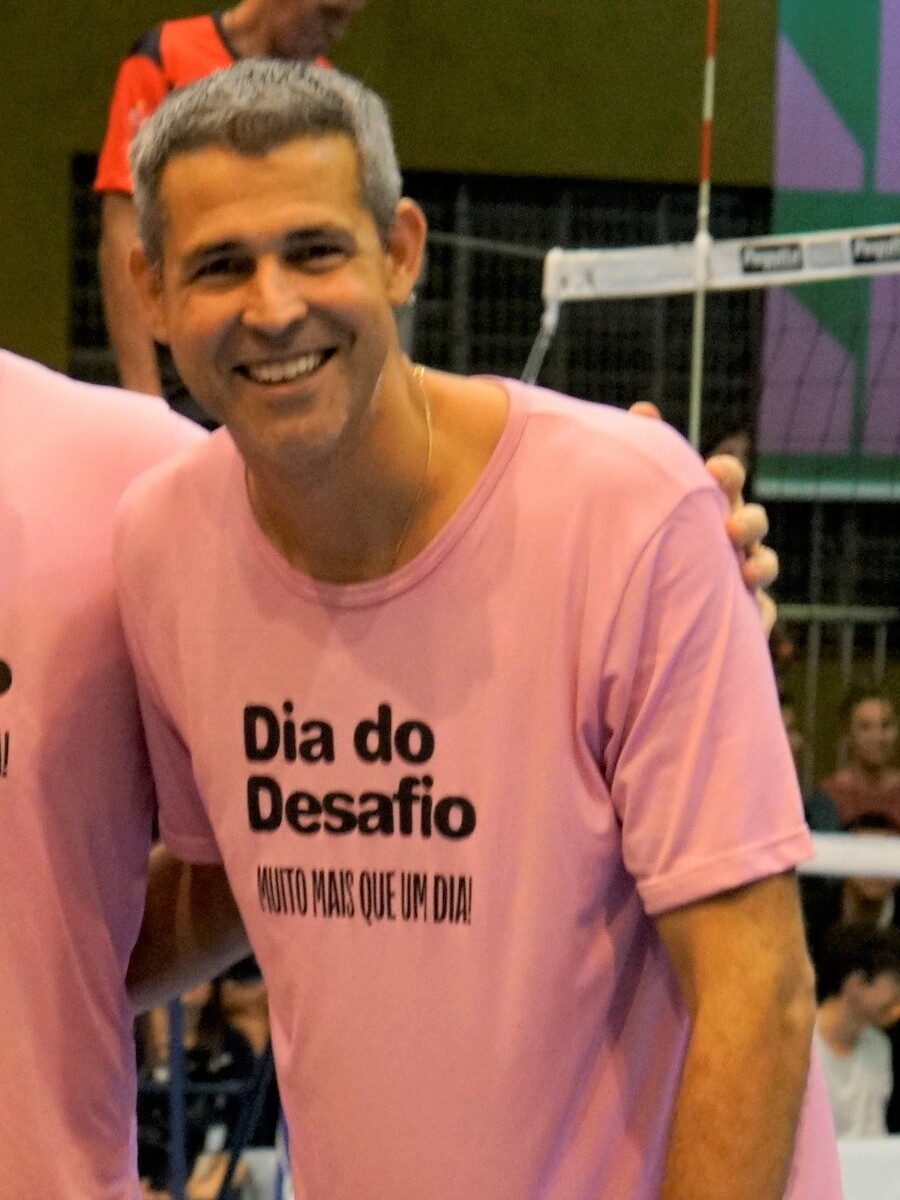
دانته گویمارائس سانتوس دو آمارال - ۲۰۲۳

دانته گویمارائس سانتوس دو آمارال (به انگلیسی: Dante Guimarães Santos do Amaral) معروف به دانته آمارال یا دانته (زاده ۳۰ سپتامبر ۱۹۸۰) بازیکن سابق تیم ملی والیبال برزیل و عضو فعلی باشگاه فونویک است. دانته را یکی از بهترین بازیکن‌های پست دریافت‌کننده قدرتی تاریخ والیبال جهان می‌دانند.

## سابقهٔ فعالیت حرفه‌ای

### باشگاهی
دانته والیبال حرفه‌ای خود را از سال ۱۹۹۹ با باشگاه ترس کواسویس آغاز کرد و پس از دو سال حضور در این تیم به سائو پائولو سوزانو پیوست و میناس تیم بعدی او بود، دانته در همین سال به تیم ملی برزیل دعوت شد. دانته در سال ۲۰۰۲ به ایتالیا منتقل شد و به پالاولو مودنا پیوست و در این تیم موفق به کسب جام کنفدراسیون اروپا شد. در سال ۲۰۰۵ به تیم پاناتینایکوس پیوست. تا کنون، او تا به مسابقات قهرمانی یونانی و در قهرمانی جام حذفی یونان و سوپر کاپ را تا سال ۲۰۰۷ با این تیم به دست آورد. دینامو مسکو مقصد بعدی آمارال بود، او با دینامو دو قهرمانی سوپر جام و جام حذفی روسیه را به دست آورد. ار جی تیم بعدی او بود و تنواست با این تیم قهرمان سوپر لیگ برزیل شود. دانته پس از حضور موفق در برزیل در سال ۲۰۱۳ به پاناسونیک پانترز ژاپن پیوست و در سال ۲۰۱۵ راهی فونویک تائوباته شد.

### ملی
دانته از پرافتخارترین بازیکن‌های تاریخ برزیل است. از جمله عناوین مهم دانته با تیم ملی برزیل مدال طلای المپیک ۲۰۰۴ آتن است. او در قهرمانی والیبال جهان سال ۲۰۰۲ و ۲۰۰۴ و بازی‌های المپیک ۲۰۰۴ به عنوان بهترین اسپک زن نامزد دریافت جایزه بود. دانته در لیگ جهانی ۲۰۰۵ بهترین مدافع میانی روی تور انتخاب شد. دانته ۱۱ طلای لیگ جهانی، ۲ طلای جام جهانی، ۳ طلای قهرمانی جهان و ۷ طلای قهرمانی والیبال آمریکای جنوبی را همراه با برزیل در کارنامه درخشان خود دارد.